# Dillapiolo
Il Dillapiolo è un fenilpropanoide e maggior componente dell'olio essenziale estratto dall'Aneto puzzolente. Può anche essere trovato in altre parti di piante come la radice di finocchio. 
Questo composto è correlato all Apiolo, in quanto ha un gruppo metile posizionato diversamente sull Anello Benzemico. Il Dillapiolo lavora sinergicamente con alcuni insetticidi come i Piretroidi, similiarmente all Piperonil Butossido, che probabilmente inibisce l'enzima MOF degli insetti. 
Sui topi non è stata trovata cancerogenità né con l'Apiolo né con il Dillapolio.